# Two Men with the Blues
Two Men with the Blues es un álbum en directo del músico estadounidense Willie Nelson y el músico de jazz Wynton Marsalis, publicado por la compañía discográfica Blue Note Records el 8 de julio de 2008. El álbum, grabado en directo los días 12 y 13 de enero de 2007 en el Lincoln Center de Nueva York, vendió 22 000 copias en su primera semana a la venta. Alcanzó la primera posición en la lista Billboard Jazz Albums durante cuatro semanas y llegó al puesto veinte en la lista Billboard 200.

## Lista de canciones
1. "Bright Lights, Big City" – 5:20
2. "Night Life" – 5:44
3. "Caldonia" – 3:25
4. "Stardust" – 5:08
5. "Basin Street Blues" – 4:56
6. "Georgia On My Mind" – 4:40
7. "Rainy Day Blues" – 5:43
8. "My Bucket's Got a Hole in It" (Williams) – 4:56
9. "Ain't Nobody's Business" – 7:27
10. "That's All" (Merle Travis) – 6:08
11. "Down by The Riverside" – 8:12

## Personal
- Willie Nelson – guitarra acústica y voz.
- Wynton Marsalis – trompeta y voz.
- Mickey Raphael – armónica.
- Walter Blanding – saxofón.
- Dan Nimmer – piano.
- Carlos Henriquez – bajo.
- Ali Jackson – batería.

## Posición en listas
| País           | Lista                 | Posición |
| -------------- | --------------------- | -------- |
| Estados Unidos | Billboard Jazz Albums | 1        |
| Estados Unidos | Billboard 200         | 20       |